# Cắt cổ nâu đỏ
Cắt cổ nâu đỏ (danh pháp khoa học: Accipiter erythrauchen) là một loài chim trong họ Ưng.
Nó là loài đặc hữu của Indonesia. Môi trường sống tự nhiên của nó là rừng ẩm vùng đất thấp nhiệt đới hoặc rừng núi ẩm nhiệt đới hoặc cận nhiệt đới.